# Óscar Quiroz
Óscar Quiroz (Ipiales, Nariño, 3 de julio de 1994) es un ciclista profesional colombiano. Desde 2024 corre para el equipo colombiano NU Colombia de categoría Continental.

## Palmarés
2013
- 1 etapa de la Vuelta a Ecuador

2016
- 3 etapas de la Vuelta a Nariño

2017
- 3.º en el Campeonato de Colombia en Ruta

2018
- 2.º en el Campeonato de Colombia en Ruta
- 1 etapa del Clásico RCN
- Gran Premio Comité Olímpico Nacional
- 1 etapa de la Vuelta a Costa Rica

2019
- Campeonato de Colombia en Ruta
- 1 etapa de la Vuelta a Colombia
- 2 etapas del Clásico RCN

2020
- 1 etapa del Clásico RCN

2021
- 1 etapa de la Vuelta a Colombia

2022
- 1 etapa de la Vuelta a Colombia

## Equipos
- Orgullo Antioqueño (2015)
- Mundial de Tornillos (2016)
- GW Shimano (04.2017)
- Burgos-BH (05.2017-12.2017)
- Bicicletas Strongman (2018-2019
  - Bicicletas Strongman Colombia Coldeportes (2018)
  - Coldeportes Bicicletas Strongman (2019)
- Colombia Tierra de Atletas-GW Bicicletas[2] (2020-2023)

NU Colombia (2024-)